# پرویز مشکاتیان
پرویز مشکاتیان (۲۴ اردیبهشت ۱۳۳۴ – ۳۰ شهریور ۱۳۸۸) آهنگساز، موسیقی‌دان، استاد دانشگاه، پژوهشگر و نوازندهٔ سنتور اهل ایران بود. او به نواختن سه‌تار نیز آشنایی داشت. به‌باور بسیاری او یکی از بزرگ‌ترین آهنگ‌سازان و نوازندگان سنتور ایرانی در دوران معاصر به‌شمار می‌آید. وی در گشودن راه شعر نیمایی به موسیقی اصیل ایرانی و پرورش نوازندگان جدید نقش قابل‌توجهی داشت و خود جزو نسل طلایی موسیقی پس از انقلاب محسوب می‌شود.
مشکاتیان همسر افسانه شجریان، دختر محمدرضا شجریان، بوده و صاحب دو فرزند به نام‌های آوا و آیین است. وی در دههٔ ۱۳۷۰ از افسانه شجریان جدا شد.

## زندگی و فعالیت هنری

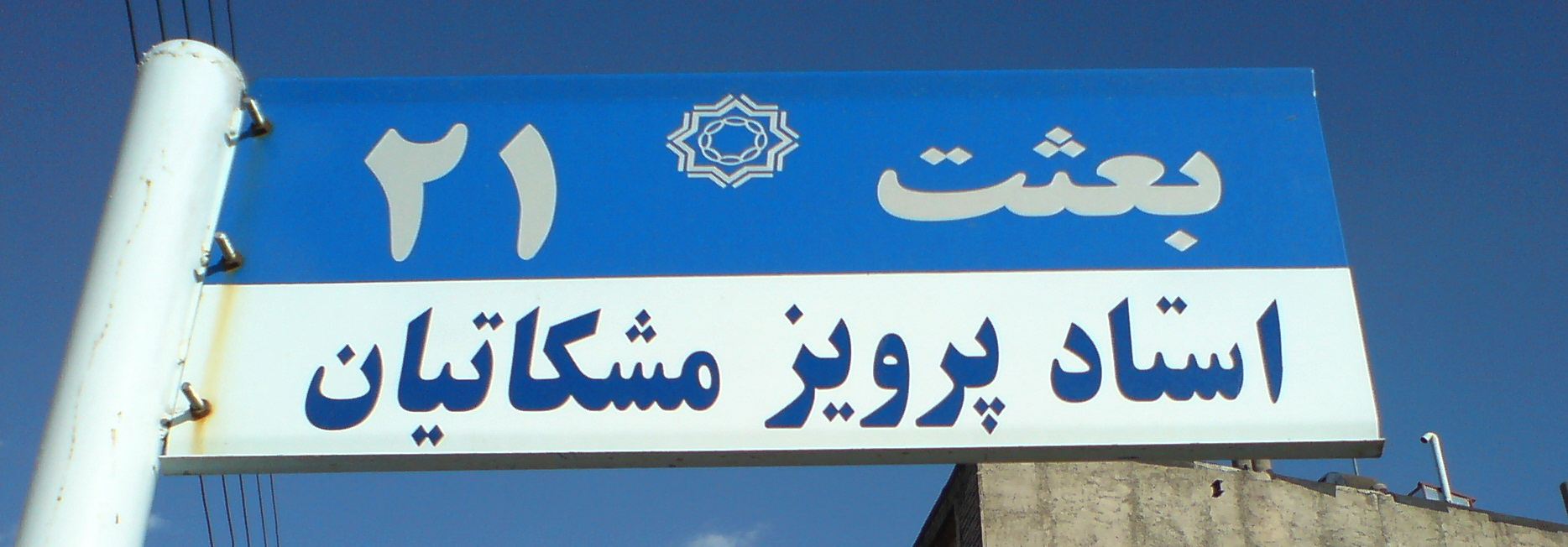

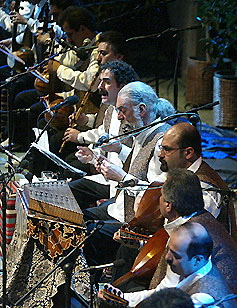
پرویز مشکاتیان و شهرام ناظری ۱۳۸۳

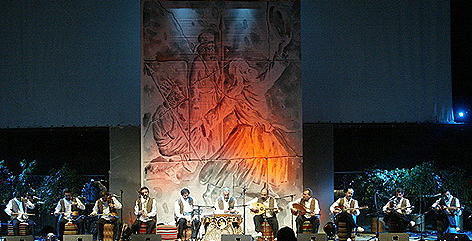
کنسرت گروه عارف، دی‌ماه ۱۳۸۳

پرویز مشکاتیان در سال ۱۳۳۴ در نیشابور زاده شد. او مقدمات موسیقی را از شش‌سالگی نزد پدرش، حسن مشکاتیان، که استاد سنتورنوازی و آشنا با ویولن و سه‌تار بود، آموخت. در ۸سالگی اولین کنسرت خود را در دبستان امیرمعزّی نیشابور اجرا کرد. او در این اجرا چهارمضراب شور حبیب سماعی را نواخت. بعد از آن بارها در جشنوارهٔ موسیقی اردوگاه رامسر شرکت کرد و در تمامی آن‌ها به رتبه‌های ممتازی دست پیدا کرد. وی آموختن موسیقی را در طول تحصیل در زادگاهش، نیشابور پی گرفت و تا پایان دورهٔ متوسطه همچنان در پیشگاه پدر به فراگیری و تمرین مشغول بود.
او در سال ۱۳۵۳ وارد دانشکدهٔ هنرهای زیبا در دانشگاه تهران شد و به آموختن ردیف میرزا عبدالله نزد نورعلی برومند و ردیف موسیقی سنتی نزد داریوش صفوت پرداخت. وی هم‌زمان با آموزش ردیف، مبانی موسیقی ایرانی را نزد اساتیدی چون محمدتقی مسعودیه، مهدی برکشلی، عبدالله دوامی، سعید هرمزی و یوسف فروتن فرا گرفت. او نوازندگی سنتور را در مرکز حفظ و اشاعهٔ موسیقی به‌صورت بسیار جدی ادامه داد و توانست در نوازندگی این ساز به مهارت ویژه و چشمگیری دست پیدا کند و همچنین توانست کارهای بزرگ فراوانی را در زمینهٔ آهنگ‌سازی و نوازندگی سنتور به‌ویژه در زمینهٔ ساخت قطعات هم‌نوازی (ارکسترال)، تصنیف و نیز تکنوازی انجام دهد. وی در سال ۱۳۵۴ در آزمون موسیقی باربد که به ابتکار نورعلی برومند برگزار می‌گردید، به‌همراه پشنگ کامکار مقام نخست در رشتهٔ سنتور و همراه با داریوش طلایی، مقام ممتاز در ردیف‌نوازی را به دست آورد. مشکاتیان در این سال‌ها، کنسرت‌های متعددی با خوانندگانی چون پریسا و هنگامه اخوان اجرا کرد. او در سال ۱۳۵۶ گروه عارف را تشکیل داد.
مشکاتیان از سال ۱۳۵۶، همکاری با رادیو را زیر نظر هوشنگ ابتهاج آغاز کرد با این حال پس از واقعهٔ ۱۷ شهریور ۱۳۵۷ از رادیو استعفا داد و مؤسسهٔ چاووش را با همکاری هنرمندان گروه عارف و شیدا تشکیل داد. سپس با همکاری شهرام ناظری، تصنیف «مرا عاشق» را بر روی شعر مولانا ساخت. از سال ۱۳۵۸ تا سال ۱۳۶۷ و بعدتر در اوایل دههٔ ۷۰ با محمدرضا شجریان همکاری داشت که نتیجهٔ این همکاری، آثار ماندگاری چون بیداد، آستان جانان، سِرّ عشق، نوا، دستان، گنبد مینا، دود عود، جان عشاق و قاصدک بود. وی در اکثر این آثار، به‌عنوان آهنگ‌ساز و نوازندهٔ سنتور (در سِرّ عشق به‌عنوان نوازندهٔ سه‌تار و در جان عشاق و دود عود فقط آهنگ‌ساز) همکاری داشت.
او همچنین کارهای بسیار پرباری با نوازندگانی چون حسین علیزاده (سرپرست گروه عارف و گروه شیدا) و محمدرضا لطفی (سرپرست گروه شیدا) دارد.
پس از قطع همکاری با محمدرضا شجریان، وی با خوانندگانی چون علی جهاندار، ایرج بسطامی، علیرضا افتخاری، حمیدرضا نوربخش، علی رستمیان و شهرام ناظری همکاری کرد.
مشکاتیان از سال ۱۳۷۶ اجراهای صحنه‌ای و انتشار آلبوم را متوقف کرد و تا تابستان سال ۱۳۸۴ کنسرتی در کشور اجرا نکرد.
یکی از واپسین کارهای وی آلبوم تک‌نوازی تمنا بود که در سال ۱۳۸۴ نواخت و منتشر کرد. همچنین وی در روزهای ۶ تا ۹ آذر ۱۳۸۶ به‌عنوان سرپرست گروه عارف کنسرتی در تهران برگزار کرد که حمیدرضا نوربخش به‌عنوان خواننده در آن شرکت داشت.
از آثار مشکاتیان، کتاب‌های فراوانی منتشر شده است. از این کتاب‌ها می‌توان به اثرهای بیست قطعه برای سنتور، گل آئین، گل آوا، سُل آیین، مجموعه تصانیف، بیداد، لاله بهار، و مجموعه کتاب‌های شعر بی‌واژه اشاره نمود.

## سبک نوازندگی و آهنگ‌سازی
قطعات پرویز مشکاتیان به چند الگوی ساختاری تقسیم می‌شوند که عبارتند از: پیش‌درآمد، چهارمضراب، ضربی، چندمضراب، مضراب‌پرانی، رنگ، تصنیف، ترانه و آثار تنظیم‌شدهٔ تلفیقی برای گروه بزرگ سازهای ایرانی و جهانی.
نکتهٔ مهمی که در اکثر تصانیف پرویز مشکاتیان دیده می‌شود، انتخاب شعر مناسب با دستگاه مورد نظر است. وی همچنین به مرکب نوازی (مدولاسیون)، که یک اصل مهم و فنی در موسیقی است، بسیار بها می‌داد. چهارمضراب‌های ساخته مشکاتیان سرشار از ملودیهای متنوع است. سرعت در نوازندگی و در عین حال دقت بالا به طوری‌که همهٔ نت‌ها، شفاف و واضح اجرا شوند نیز از خصوصیات نوازندگی او بود.
حسام‌الدین سراج می‌گوید: «پرویز مشکاتیان تجربهٔ پیشینیان خود را با نوآوری و خلاقیتی که در وجودش بود به هم پیوند زد. او آثاری ساخته که پیچیده‌تر از شیوه‌های قبلی و به موازات آن دارای حال هستند، یعنی جنبهٔ حال و تعمقی را که در موسیقی ایرانی وجود دارد با تکنیک نوازندگی سنتور با هم جمع کرده است. اما عاملی که پرویز مشکاتیان را از هم‌ترازان او متمایز می‌کند یا بهتر بگوییم او را به‌عنوان یک نوازنده و آهنگ‌ساز شاخص مطرح می‌کند، عامل ارتباط هنر با مسائل اجتماعی است. او راجع به اثر چه با کلام چه بی‌کلام فکر می‌کرد و روی اثرش به‌خوبی کار می‌کرد و در واقع اثر خود را به‌صورت قوی و بی‌نقص آماده و عرضه می‌کرد به‌طوری که هم شنونده تحت تأثیر کار او قرار می‌گرفت و هم اهل فن کار او را با علاقه دنبال می‌کردند.»
کیوان ساکت در مصاحبه‌ای گفته است: «مشکاتیان همواره به نوازندگی قوی و قدرت ریتم تأکید داشت. وی پیشینهٔ تاریخی و فرهنگی ایران را می‌شناخت و می‌توان گفت بازی‌های ریتمیک بعد از صبا متعلق به زنده یاد مشکاتیان بود.» ساکت معتقد است که مشکاتیان، بیش از دو دهه یکه‌تاز سنتورنوازی و تصنیف‌سازی معاصر بوده است. او آلبوم‌های بیداد، نوا، دستان و آستان جانان را که با همکاری شجریان بوده است از جاودانه‌ترین آثار مشکاتیان می‌داند.

## درگذشت

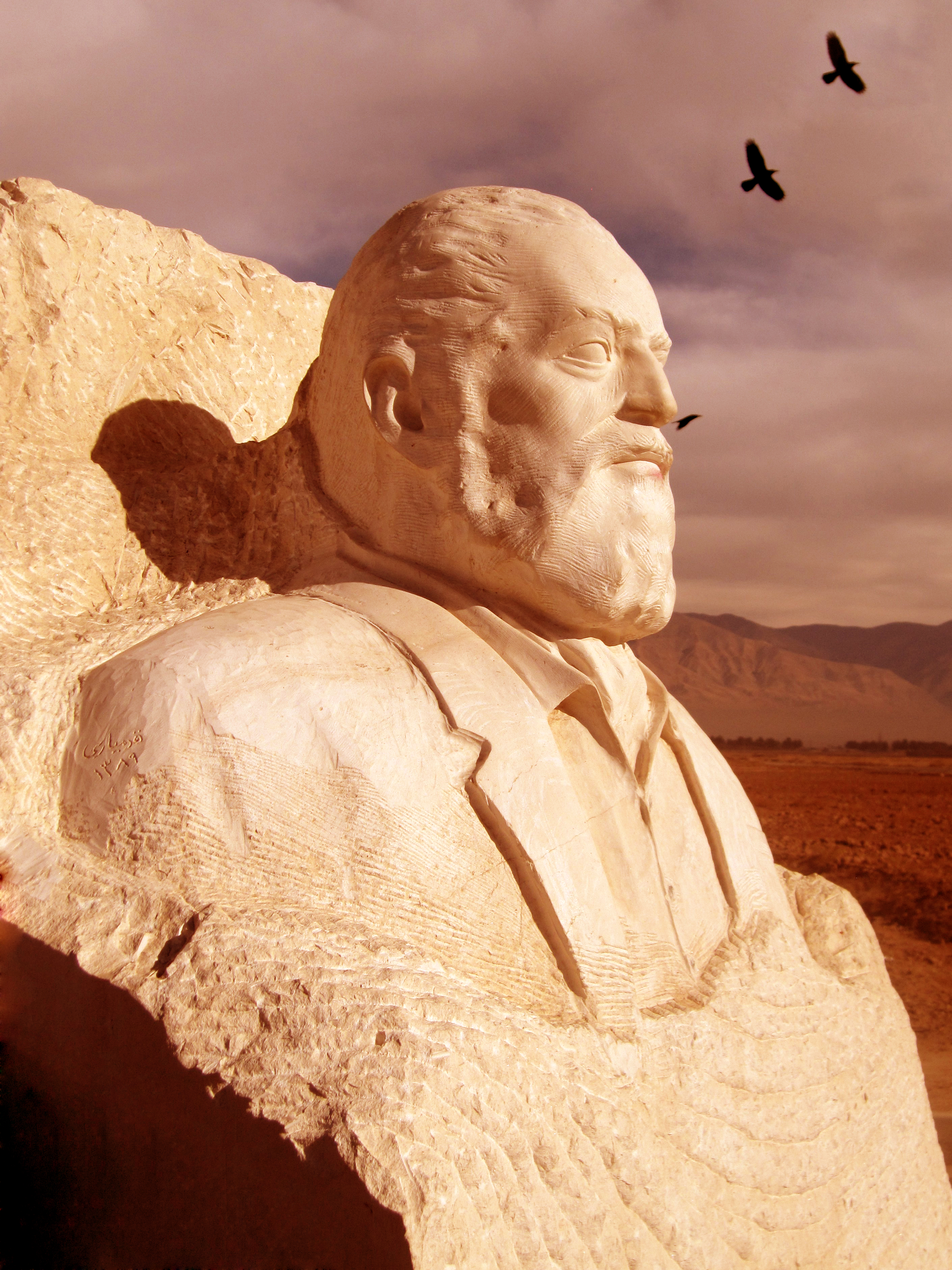
آرامگاه پرویز مشکاتیان - نیشابور

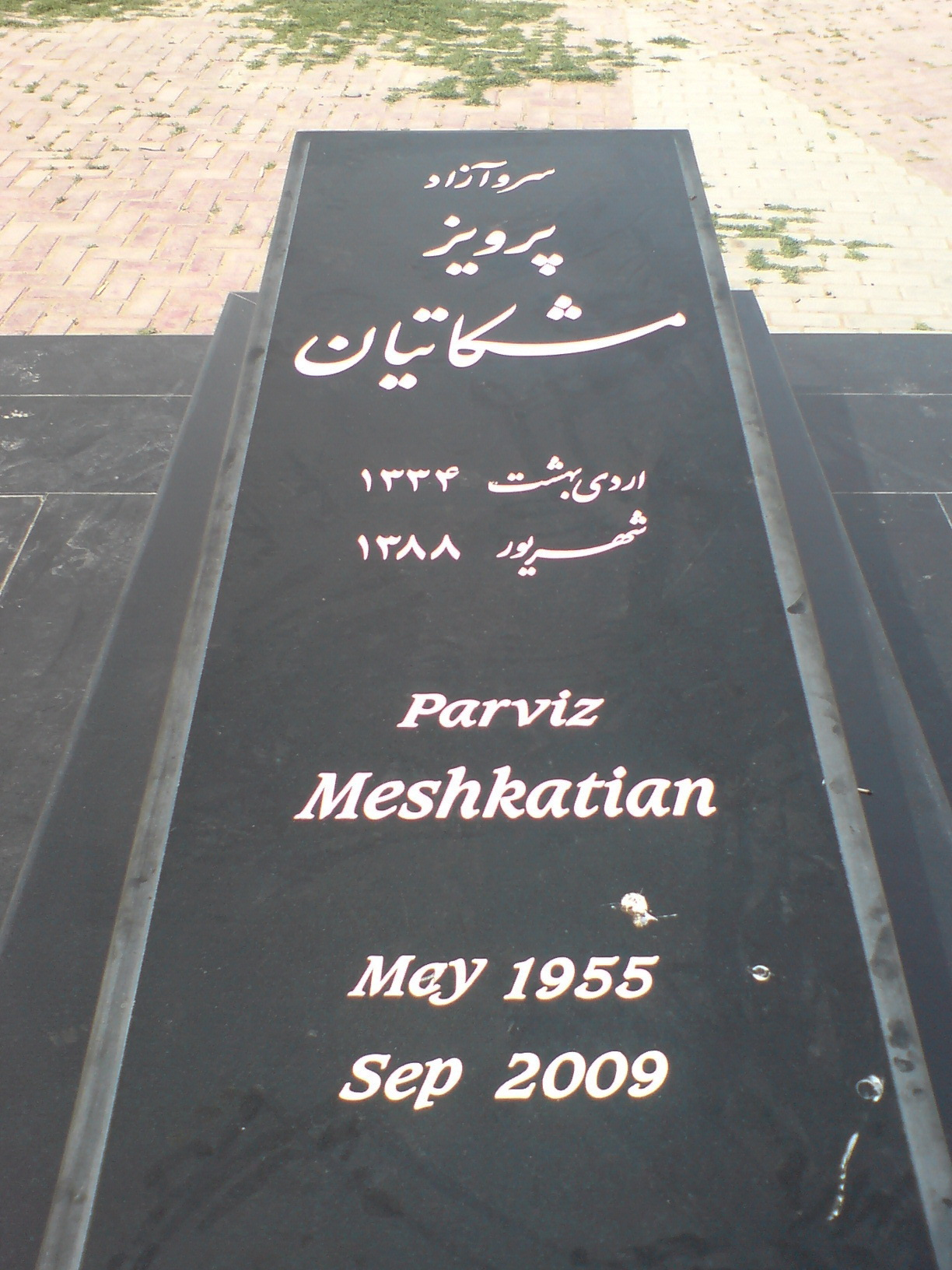
سنگ قبر پرویز مشکاتیان

پرویز مشکاتیان در تاریخ ۳۰ شهریور سال ۱۳۸۸ در منزلش در تهران و در سن ۵۴ سالگی بر اثر نارسایی قلبی درگذشت.
پیکر او صبح پنجشنبه ۲ مهر ۱۳۸۸ از مقابل تالار وحدت تشییع شد. در مراسم تشییع پیکر او او نمایندهٔ وزیر ارشاد نیز سخنرانی کرد که با مخالفت حضار روبه‌رو شد؛ در طی سخنرانی وی حاضران سوت و کف می‌زدند تا مانع سخنرانی نمایندهٔ وزیر ارشاد شوند. همایون شجریان در این مراسم تصنیف قاصدک از ساخته‌های پرویز مشکاتیان را اجرا کرد. داریوش پیرنیاکان سخنگوی خانهٔ موسیقی و نوازندهٔ تار و سه‌تار گفت: «امروز سخن مشکاتیان را دربارهٔ خودش تکرار می‌کنیم: مرگ او در اعوجاج هنر نه یک اتفاق غم‌انگیز، بلکه یک فاجعه بود.» محمدرضا درویشی آهنگ‌ساز، پژوهشگر موسیقی و مؤلف دایرةالمعارف سازهای ایران نیز گفت: «در بزرگی پرویز مشکاتیان شکی نیست و ما امروز به‌جای تعریف و توصیف او باید سؤالات جامعهٔ موسیقی را دربارهٔ کم‌توجهی به بزرگانی چون مشکاتیان و فرهنگ و موسیقی ایران‌زمین مطرح کنیم.» آیین مشکاتیان، پسر پرویز مشکاتیان، نیز در سخنان خود تنها از حاضران خواست پیکر پدرش را در آرامش و سکوت همراهی کنند.
همچنین مراسم تشییع پیکر پرویز مشکاتیان در روز ۴ مهر در زادگاهش نیشابور، از مقابل ادارهٔ فرهنگ و ارشاد و با حضور جمعیتی نزدیک به ۱۵ هزار نفر برگزار گردید. در این مراسم که هنرمندانی همچون حسین علیزاده، محمدرضا درویشی، همایون شجریان، کیوان ساکت، حمیدرضا نوربخش، علی رستمیان، محمدرضا رستمیان، شروین مهاجر و پژمان طاهری حضور داشتند، گروهی از دانشجویان دانشکدهٔ هنر نیشابور به‌نشانهٔ عزا تعدادی از سازهای خود را کفن‌پوش کرده بودند. گروه موزیک شهر نیشابور در طول مراسم تشییع مارش عزا اجرا می‌کرد. پیکر پرویز مشکاتیان پس از مراسم تشییع و خواندن نماز در مسجد جامع نیشابور، در آرامگاه مشاهیر نیشابور به خاک سپرده شد.

## در سوگ مشکاتیان
بهرام بیضایی در سوگ مشکاتیان نوشت:
| خروشی خاست وَه وَه وای در وای   |  | که قانونِ فَلَک بُگسَسْت ناگاه!         |
| مگر سازِ جهان از کوک اُفتاد     |  | که سوگِ تار و دَف بَرخاست تا ماه!    |
| فغان بَر شد ز هر سو شور در شور |  | که‌سازی را شکسته قهرِ تقدیر!        |
| نواییْ رُخ نهان کردَه‌ست در خاک   |  | چه دانی جز که قهر از این به تعبیر |
| غریو آمد ز گیتی مرگ در مرگ    |  | که خُنیاگر رهِ خونِ روان بَست!        |
| چو خنده دید رفته از لبِ ساز    |  | نه ساز ـ آری ـ که جانِ خویش بِشْکست! |
| برآمد مویه از چَنتارِ چنگی      |  | که زخمِ دل به زخمه باز کردَم!       |
| چو یادَت را به مضرابِ دوتایی    |  | به گوشِ این جهان آواز کردَم!        |

محمدرضا شفیعی کدکنی نیز چنین سرود:
| ای دوست وقت خفتن و خاموشی‌ات نبود |  | وز این دیار دور فراموشی‌ات نبود    |
| تو روشنا سرود وطن بودی و چو آب   |  | با خاک تیره‌روز هم آغوشی‌ات نبود    |
| میخانه‌ها ز نعره تو مست می‌شدند    |  | رندی حریف مستی و می‌نوشی‌ات نبود    |
| دود چراغ موشی دزدان ترا چنین     |  | مدهوش کرد و موسم خاموشی‌ات نبود    |
| سهراب اضطراب وطن بودی و کسی      |  | زینان به فکر داروی بیهوشی‌ات نبود  |
| در پرده ماند نغمه آزادی وطن      |  | کاندیشه جز به رفتن و چاوشی‌ات نبود |
| در چنگ تو سرود رهایی نهفته ماند  |  | زین نغمه هیچ‌گاه فراموشی‌ات نبود    |
| ای سوگوار صبح نشابور سرمه‌گون     |  | عصری چنین سزای سیه‌پوشی‌ات نبود     |

محمدرضا شجریان نیز شعری از نیما یوشیج را در سوگ مشکاتیان منتشر نمود:
| رفت و دیگر نه بر قفاش نگاه |  | دلی از ما ولی خراب ببرد |

خبر درگذشت پرویز مشکاتیان را در بهت و اندوهی سخت شنیدم. هنوز باور ندارم که ما را تنها گذاشته است. پرویز مشکاتیان برای روزگار ما نغمه‌های بسیار پرداخت و یاد آن سال‌ها را با هنر خود در حافظهٔ ما ثبت کرد. موسیقی او در فراز و نشیب روزگار همراه ما بود، با محنت ما گریست، با شادی‌های ما شادی و با شور و امید ما همدلی کرد. در آثار او صدای قلبی را می‌توان شنید که برای وطن و آزادی می‌تپد. کمتر هنرمندی را توان آن است که رنج‌ها و آرزوهای مردمش را در هنر خویش بازتاباند و ترجمهٔ صادق و راستین زمانهٔ خود باشد. پرویز یکی از این اندک شماران است، موسیقی‌دانی که ذوق تصنیف‌سازیش، مهارت گروه‌نوازیش، لطافت شاعرانه‌اش و تعهدش به آرمان‌های مردم، خاطرهٔ او را در هنر ایران‌زمین ماندگار خواهد ساخت. من مرگ هنرمندی چنین را باور ندارم. پرویز مشکاتیان در قلب و ذهن ما زنده است.
سید محمد خاتمی در پیامی درگذشت پرویز مشکاتیان را تسلیت گفت. در بخشی از این پیام آمده است: «دستان‌سرای توانا اینک به تاریخ پیوسته است، ولی یاد و نام او و آثار گران‌سنگش سرمایهٔ بزرگی برای همهٔ فرهنگ‌دوستان و هنرشناسان و خداپرستان انسان‌دوست است.»
هوشنگ ابتهاج در محفل نکوداشت مشکاتیان گفت: «پرویز مشکاتیان همان‌گونه که مدارج عالی را در موسیقی و فرهنگ و توسعهٔ هنر واقعیِ سنتی در کشور در کم‌ترین زمان و به‌سرعت برق و باد پیمود و در این عرصه شتابان و رونده بود، در سفر به دیار باقی و آن‌جهانی نیز شتاب و سرعت داشت و خیلی زود به مقصد و مقصود رسید.»

## در نگاه دیگران

از راست به چپ، ایستاده: بهرام بیضایی، ایرج افشار، جلال خالقی مطلق، محمّدرضا شفیعی کدکنی؛ نشسته: بهروز برومند، مشکاتیان، هوشنگ ابتهاج

محمدرضا شجریان در رابطه با مشکاتیان می‌گوید: «در آثار او صدای قلبی را می‌توان شنید که برای وطن و آزادی می‌تپد. کمتر هنرمندی را توان آن است که رنج‌ها و آرزوهای مردمش را در هنر خویش بازتاباند و ترجمهٔ صادق و راستین زمانهٔ خود باشد.»
بیژن کامکار در آیین اختتامیهٔ دومین جشنوارهٔ موسیقی صبا در آذر ۱۳۹۸ در بزرگداشت مشکاتیان گفت: «پرویز خیلی خوش‌تیپ بود. شیک زندگی می‌کرد و قطعات شیکی هم می‌ساخت. در جشن هنر بیشتر با پرویز مشکاتیان آشنا شدم. در آهنگ «آمدهای پر آتش» با صدای شهرام ناظری با پرویز همکاری کردم. برای این قطعه پرویز به من گفت: «دف‌خور این آهنگ خوب است و در زمان ساخت اثر همیشه صدای دفِ تو توی گوشم بوده است». به پرویز گفتم «چگونه این آثار را خلق می‌کنی؟» به من گفت: «این آهنگ‌ها از بچگی درون من بود؛ نمی‌دانستم چگونه این آثار را خلق کنم اما حالا این علم را پیدا کرده‌ام». یکی از نقاط قوت پرویز تسلطش به ادبیات ایران بود.»
حسین علیزاده در برنامهٔ نیستان رادیو فرهنگ گفت: «مشکاتیان به این دلیل که در خانواده‌ای فرهنگی و اهل موسیقی بزرگ شده بود، موسیقی را روان می‌ساخت. از کودکی موسیقی در درونش شکل گرفته بود. آثار وی به سنت‌ها پایبند است ولی طراوت و تازگی خاصی دارد. هر کسی با طبیعت خودش اثری را به‌وجود می‌آورد، آثار مشکاتیان نیز به ریشه‌ها وصل است ولی سنتش تکراری نیست. وی بنیان موسیقی را تغییر نداده ولی حس خودش را در کارهایش گذاشته است. مشکاتیان اواخر عمر گوشه‌گیر شده بود ولی همچنان طناز بود. کسی که موسیقی او را گوش می‌کند غمگین نمی‌شود. این نوازنده بزرگ نگاه طنز به زندگی داشت، حتی می‌توان گفت اگر هم آثارش غم داشت غمی سازنده بود. وی در آخرین روزهای زندگی‌اش به کنسرت من آمد و در پشت صحنهٔ اجرا به من گفت حال روحی‌ام خوب است و تصمیم دارم دوباره با هم کار کنیم. من مدت‌ها منتظر شنیدن این جملهٔ امیدوارکننده از او بودم اما این امید فقط در حد حرف باقی ماند و او خیلی زود از بین ما رفت.»
پژمان طاهری نوازندهٔ سنتور و آهنگ‌ساز معتقد است که تنها یکی از آلبوم‌های مشکاتیان، به‌عنوان مثال آستان جانان، برای ماندگار شدن کافیست. اما با این وجود مشکاتیان به‌طرز عجیبی، غریب‌مانده و مظلوم واقع شده بود.
در نظر علیرضا جواهری یکی از نکات بارز و برجسته در آثار و افکار پرویز مشکاتیان تسلط او بر ادبیات کهن و معاصر ایران بود. مطالعهٔ بسیار در مورد سبک‌های ادبی و هنری به‌خصوص فلسفهٔ هنر باعث شده‌بود دیدگاهی متفاوت و برجسته را در افکار و آثار او شاهد باشیم. توجه ویژه به درون‌مایهٔ اشعار و تطابق آنها با حال‌وهوای اجرایی هر گوشه و دستگاه و آواز، باعث ایجاد مجموعه‌هایی منظم و منسجم هم در بخشِ سازی و آوازی و هم طراحی ساختاری آثار بر همین اساس بود.
مجید درخشانی می‌گوید: «ساز مشکاتیان نه تنها بر سنتورنوازان که بر همهٔ هم‌نسلانش تأثیرگذار بود و هنوز زمان می‌خواهد تا کسی این ردپاها را کشف کند و آثار او را بشناسد. اما در این میان خوشحالم که مشکاتیان در زمان حیاتش مورد لطف همگان و به‌خصوص مردم قرار گرفت و آثارش به‌خوبی شنیده شد.»
کیوان ساکت نوازندهٔ تار و آهنگ‌ساز در اظهارنظری عنوان کرده که: «مشکاتیان نابغهٔ ریتم بود و از زیرِ پنجه‌هایش ریتم فوران می‌کرد. هیچ‌کدام از هم قطارهایش به پای او نمی‌رسیدند و بارها به او گفتم که به او حسودی می‌کنم. مشکاتیان بسیار زیبا ملودی و ریتم را هدایت می‌کرد و باید او را «شاعر سنتور» نامید زیرا بر تاریخ و فرهنگ ایران مسلط بود.»

## دیدگاه‌ها

### سنت و نوآوری
مشکاتیان می‌گوید: «نخستین سنت‌گذار، نخستین نوآور نیز بوده است وگرنه سنت به وجود نمی‌آمد. پس اگر بخواهیم سنت را از این دیدگاه تعریف کنیم، سنت نتیجهٔ آداب و رسوم و عادات و خلقیات و تپش‌های دوره‌ای است که بازگوکنندهٔ خصوصیات گذشته و حال است. از این رو، سنت از آنجا قابل‌تحلیل و بررسی و بازشکافت و بازشناخت است که سابقهٔ پیدایش آن به جمع بازمی‌گردد نه به یک نفر. در واقع، برای هر حرکتی وجود سنت ضروری است. برای شناخت حال هم، شناخت گذشته روشنگر حرکت خواهد بود؛ بنابراین، نوآور مقبول و موفق کسی خواهد بود که نه تنها به سنت احترام بگذارد بلکه کاملاً آن را شناخته، در نور دیده، و از آن گذشته باشد. نوآوری که بتواند حرکت کند و زبان و ضربان اجتماع و مردمش و پیرامونش باشد نمی‌تواند از سنت جدا باشد. پس، اولین سنت‌گذار حتماً یک نوآور بوده است وگرنه آفریده‌اش سنت نمی‌شد و در اجتماع رواج پیدا نمی‌کرد.»

### استفاده از سازهای بین‌المللی
مشکاتیان در مصاحبه ای در سال ۱۳۷۲ گفته است: «ساز یک وسیله است و هدف نیست. شما اگر پیام یا احساسی را که دارید به‌وسیلهٔ مثلاً ترومبون بتوانید راحت‌تر بیان کنید، در استفاده از آن اصلاً مسئله‌ای پیش نمی‌آید و به جایی برنمی‌خورد. فقط باید نتیجهٔ کار زیبا باشد. اشکال کار در این است که بعضی از بچه‌ها برای آن که فقط نوآوری کرده باشند، شکل را به هم می‌ریزند و به محتوا کاری ندارند. ولی اگر محتوائی غنی در کار باشد، با همان شکل دل‌پذیری که مورد نظر شماست، همان چیزی می‌شود که همه به دنبالش هستیم.»

### تهاجم فرهنگی
به‌باور مشکاتیان پس از انقلاب ۱۳۵۷ به موسیقی به‌عنوان هنر پرداخته نشده است و حتی ساز را که متعلق به فرهنگ چندین‌هزارسالهٔ ایرانی است در رسانهٔ ملی نشان نمی‌دهند و برای جهانی کردن موسیقی ایرانی همت نمی‌گمارند؛ کسی که در زمان انقلاب کودک بوده تا به امروز ساز ایرانی را از رسانهٔ ملی ندیده و نسبت به آن شناختی ندارد، بدیهی است که همین امر موجب تهاجم فرهنگی می‌شود.

### پایان همکاری با شجریان
مشکاتیان در مصاحبه‌ای عنوان می‌کند: «اگر من تغییر کرده‌ام، شجریان هم تغییر کرده است؛ یعنی نمی‌شود گفت که این وسط فقط یک نفر تغییر کرده است. اگر صادقانه بین دهه‌های پنجاه، شصت، هفتاد، اتفاقاتی بین مشکاتیان و شجریان افتاده که کارهایشان تأثیرگذار بوده، باید آن را در ریشه‌های اجتماعی و تاریخی جست‌وجو کرد. باز هم تأکید می‌کنم که مسائل شخصی در آن زمان که شما با یک جامعهٔ هنری سروکار دارید، نمی‌تواند به‌گونه‌ای جدی و پررنگ باشد که اساس مولفه‌ها را تغییر دهد. به‌قولی که می‌گویند: خاکی بیخته / نم آبی بر آن ریخته / نه کف پای را از آن دردی / نه پشت پای را از آن گردی.»

### تصنیف خطهٔ ایران و ایرج بسطامی
مشکاتیان دربارهٔ تصنیف خطهٔ ایران که با شعری از ملک‌الشعرای بهار ساخته، گفته است: «یک چیزی در نهان‌خانهٔ ذهن هر ایرانی هست و آن ایران است که برای آن جان‌فشانی می‌کنند، آهنگ‌سازی می‌کنند، اشک می‌ریزند و به‌موقع هم شمشیر می‌کشند. زمانی که ایرج وطن من را خواند اشک مرا درآورد. از آن زیباتر نمی‌شد این اثر را خواند؛ به‌خاطر اینکه تا از ایران صحبت می‌شد اشکش درمی‌آمد. او ای خطهٔ ایران مهین ای وطن من را حس می‌کرد که یعنی چه، برای همین با آن شکوه و عظمت و البته توانایی اجرایش توانست کار را اجرا کند. من افتخار می‌کنم یا تنها افتخارم این است که این اثر از طرف سازمان ملی یونسکو به‌عنوان سرودی رسمی انتخاب شد. من به یونسکو کاری ندارم ولی به ایرج، ملک‌الشعرا و ایران خیلی کار دارم.»

### همسایگی با بزرگان موسیقی ایران
مشکاتیان دربارهٔ چگونگی ساخت آلبوم‌های دود عود، جان عشاق و گنبد مینا گفته است: «اوایل دههٔ ۶۰ در خانهٔ مصفایی ساکن بودم. عصر یکی از روزهای سال ۶۳ کامبیز روشن‌روان، به خانهٔ ما آمد و وقتی گل‌ها را دید گفت: من همیشه فکر می‌کردم این ملودی‌های زیبا را از کجا می‌آوری که با دیدن این فضا و گل‌ها دانستم. از طرف دیگر همسایه روزی پیش من آمد و گفت: عازم کانادا هستم و می‌خواهم خانه را اجاره بدهم و شما اگر آشنایی دارید معرفی کنید، من هم به آقای روشن‌روان زنگ زدم و گفتم: «کامبیز! می‌خواهم کاری کنم که زیباترین ملودی‌ها رو بسازی! عصر همان روز قرارداد بسته شد و دو هفته بعد از آن روشن‌روان همسایهٔ ما شد و دود عود حاصل دو سال همسایگی ما بود. بعد هم به محلهٔ دیگری رفتم و خانه‌ای ساختم. حسین علیزاده، محمدرضا درویشی و بیژن کامکار آمدند و از آن محله خوششان آمد و کم‌کم ساکن همان محله شدند. کارهایی مانند جان عشاق و گنبد مینا حاصل همسایگی با درویشی بود. اگر می‌بینید با علیزاده کار مشترکی نداشتیم، به این علت بود که همان‌سال‌ها ایشان دعوت شدند برای تدریس در دانشگاه برکلی آمریکا. ایشان وقتی هم رفتند خانه را به کیهان کلهر دادند.»

### موسیقی کلاسیک غرب
مشکاتیان خود را کاملاً مؤمن و معتقد به گفتهٔ نیجه می‌داند که «برای پدیدآوردن اثری ماندگار، کاری تمام‌وقت لازم است.» به همین جهت کمتر مجال موسیقی گوش کردن داشته است. اما انتخابش برای شنیدن، موسیقی کلاسیک غربی بوده است. می‌گوید: «من آرشیو موسیقی کلاسیکم از موسیقی ایرانیم بیشتر است و هرکدام از آنها برای من جاذبهٔ خاص خودش را دارد؛ مثلاً مالر را از نظر ارکستراسیون می‌پسندم و آثار بلا بارتوک، گریگ و البته باخ را دوست دارم.»

## آثار

### آثار صوتی
| آثار صوتی                         | آثار صوتی  | آثار صوتی      | آثار صوتی | آثار صوتی                                                                                | آثار صوتی                 | آثار صوتی |
| --------------------------------- | ---------- | -------------- | --------- | ---------------------------------------------------------------------------------------- | ------------------------- | --- |
| نام آلبوم                         | سال انتشار | آهنگ‌ساز        | نوازنده   | خواننده                                                                                  | ناشر                      | توضیحات |
| چاووش ۴                           |            | آری            | آری       | هنگامه اخوان، شهرام ناظری                                                                |                           | آهنگسازان: محمدرضا لطفی، پرویز مشکاتیان، با همکاری گروه شیدا و عارف.                                                                |
| چاووش ۶                           | ۱۳۵۸       | آری            | آری       | محمدرضا شجریان                                                                           |                           | آهنگسازان: محمدرضا لطفی، پرویز مشکاتیان، با همکاری گروه شیدا، آهنگ‌ساز تصنیف ایرانی (پرویز مشکاتیان)                                 |
| چاووش ۷                           | ۱۳۵۸       | آری            | آری       | محمدرضا شجریان، شهرام ناظری                                                              |                           | در ساخت موسیقی این اثر محمدرضا لطفی، پرویز مشکاتیان، هوشنگ کامکار و حسین علیزاده همکاری داشتند. با همکاری گروه شیدا و عارف.         |
| چاووش ۱۲                          | -          | آری            | آری       |                                                                                          |                           | این مجموعه شامل دو نوازی سنتور و تمبک (ناصر فرهنگ‌فر) می‌باشد                                                                         |
| آذرستون                           | -          | آری            | آری       | محمدرضا شجریان                                                                           |                           | به صورت رسمی منتشر نشد، سنتور (مشکاتیان)، نی (محمد موسوی)                                                                           |
| بیداد                             | ۱۳۶۴       | آری            | آری       | محمدرضا شجریان                                                                           | دل آواز                   | بخش اول در دستگاه همایون و با آهنگ‌سازی پرویز مشکاتیان و بخش دوم در همایون و شور و با نوازندگی تار توسط غلامحسین بیگجه‌خانی.          |
| آستان جانان                       | ۱۳۶۴       | آری            | آری       | محمدرضا شجریان                                                                           | دل آواز                   | در سال ۱۳۶۲ در سفارت ایتالیا در تهران اجرا و در سال ۱۳۶۴ منتشر شد. نوازنده سنتور (مشکاتیان)، نوازنده تنبک (ناصر فرهنگ‌فر).           |
| سر عشق                            | ۱۳۶۵       | آری            | آری       | محمدرضا شجریان                                                                           | دل آواز                   | در سال ۱۳۶۱ اجرا و در سال ۱۳۶۵ منتشر شد. این آلبوم در دستگاه ماهور اجرا شده است. سه‌تار (مشکاتیان)، نی (سید محمد موسوی\|محمد موسوی). |
| لاله بهار                         | ۱۳۶۵       | آری            | آری       | شهرام ناظری                                                                              |                           | لالهٔ بهار در سال ۱۳۶۲ اجرا و در سال ۱۳۶۵ منتشر شد. اجرا توسط گروه عارف.                                                             |
| نوا                               | ۱۳۶۵       | آری            | آری       | محمدرضا شجریان                                                                           | دل آواز                   | این آلبوم در دستگاه نوا آغاز شده و سپس در گوشه‌هایی از شور، بیات ترک و سه‌گاه ادامه می‌یابد. اجرا توسط گروه عارف.                      |
| دستان                             | ۱۳۶۷       | آری            | آری       | محمدرضا شجریان                                                                           | دل آواز                   | در دستگاه چهارگاه، اجرا توسط گروه عارف.                                                                                             |
| دود عود                           | ۱۳۶۸       | آری            |           | محمدرضا شجریان                                                                           | هالکو                     | تنظیم این آلبوم با کامبیز روشن‌روان بود، در سال ۱۳۶۶ اجرا و در ۱۳۶۸ منتشر شد. بخشی از آلبوم با اجرای ارکستر.                         |
| افشاری مرکب                       | ۱۳۶۸       | آری            | آری       | ایرج بسطامی                                                                              | چهارباغ بانگ، هم‌آواز آهنگ | کنسرت گروه عارف در ایران و اروپا.                                                                                                   |
| افق مهر                           | ۱۳۶۹       | آری            | آری       | ایرج بسطامی                                                                              | سروش                      | گروه عارف |
| خلوت‌گزیده                         | ۱۳۷۰       |                | آری       | محمدرضا شجریان                                                                           | دل آواز                   | اجرای سنتور مشکاتیان در (روی ب) آلبوم.                                                                                              |
| مژده بهار                         | ۱۳۷۱       | آری            | آری       | ایرج بسطامی                                                                              | دستان، چهارباغ بانگ       | گروه عارف |
| صبح مشتاقان                       | ۱۳۷۳       | آری            | آری       | علی جهاندار                                                                              | چهارباغ بانگ              | |
| مقام صبر                          | ۱۳۷۳       | آری            | آری       | علیرضا افتخاری                                                                           | چهارباغ بانگ              | |
| جان عشاق                          | ۱۳۷۴       | آری            | آری       | محمدرضا شجریان                                                                           | دل آواز                   | تنظیم: محمدرضا درویشی، پیانو: جواد معروفی                                                                                           |
| گنبد مینا                         | ۱۳۷۴       | آری            | آری       | محمدرضا شجریان                                                                           | دل آواز                   | اجرا در مایه‌های دشتی، سه گاه، ماهور و چهارگاه                                                                                       |
| قاصدک                             | ۱۳۷۴       | آری            | آری       | محمدرضا شجریان                                                                           |                           | به صورت رسمی منتشر نشد. سنتور (مشکاتیان)، نوازنده تنبک (همایون شجریان)                                                              |
| کنج صبوری                         | ۱۳۷۵       | آری            | آری       | علی رستمیان                                                                              | چهارباغ بانگ              | اجرای گروه عارف |
| وطن من                            | ۱۳۷۶       | آری            | آری       | ایرج بسطامی                                                                              | هم‌آواز آهنگ               | گروه عارف |
| موسم گل                           |            | محمدرضا درویشی | آری       | ایرج بسطامی                                                                              |                           | اجرای تصانیفی از عارف و شیدا توسط ارکستر سمفونیک تهران، در این آلبوم پرویز مشکاتیان نظارت و نوازندگی سه تار را بر عهده داشته        |
| کنسرت ۷۶ گروه عارف                |            | آری            | آری       | حمیدرضا نوربخش                                                                           | چهارباغ بانگ              | گروه عارف |
| کنسرت فستیوال مولانا در ایتالیا   |            | آری            | آری       |                                                                                          | چهارباغ بانگ              | دو نوازی پرویز مشکاتیان (سنتور) و ناصر فرهنگ‌فر (تنبک)                                                                               |
| لحظه دیدار                        | ۱۳۸۰       | آری            | آری       |                                                                                          | چهارباغ بانگ              | پرویز مشکاتیان (سنتور)، محسن کثیرالسفر (تنبک)، بهداد بابایی (سه‌تار)                                                                 |
| بیست سال با آثار پرویز مشکاتیان۱  | ۱۳۸۲       | آری            | آری       | شهرام ناظری، علی رستمیان، حمیدرضا نوربخش، علیرضا افتخاری                                 |                           | گروه عارف |
| بیست سال با آثار پرویز مشکاتیان ۲ |            | آری            | آری       | محمدرضا شجریان، شهرام ناظری، ایرج بسطامی، علی رستمیان، حمیدرضا نوربخش، سپیده رئیس‌السادات |                           | |
| کنسرت راست پنجگاه                 | ۱۳۸۳       | آری            | آری       | ایرج بسطامی                                                                              | چهارباغ بانگ              | گروه عارف |
| پس پرده                           | ۱۳۸۵       | آری            | آری       |                                                                                          | چهارباغ بانگ              | سه‌تار نوازی پرویز مشکاتیان، اجرای خصوصی در سال‌های ۱۳۶۲٬۱۳۶۳٬۱۳۶۴ و ۱۳۷۱                                                             |
| سرو آزاد                          | ۱۳۸۶       | آری            | آری       | آری                                                                                      | چهارباغ بانگ              | سه‌تار نوازی پرویز مشکاتیان، تنبک جمشید محبی                                                                                         |
| بیست قطعه برای سنتور              | ۱۳۸۸       | آری            | آری       |                                                                                          | چهارباغ بانگ              | سنتور: پرویز مشکاتیان، محمدرضا رستمیان                                                                                              |
| تمنا                              | ۱۳۸۸       | آری            | آری       |                                                                                          | سروش                      | پرویز مشکاتیان (سنتور)، آئین مشکاتیان (تنبک).                                                                                       |
| دو نوازی (همایون، سه گاه)         | ۱۳۸۸       | آری            | آری       |                                                                                          | چهارباغ بانگ              | پرویز مشکاتیان (سنتور)، ناصر فرهنگ‌فر و جمشید محبی (تنبک)                                                                            |
| طریق عشق                          | ۱۳۹۵       | آری            | آری       | محمدرضا شجریان                                                                           | ایران گام                 | انتشار پس از مرگ، این اثر در سال ۱۳۶۷ در پاریس اجرا شد و در مهرماه ۱۳۹۵ در ایران منتشر گردید                                        |
| خراسانیات                         | ۱۳۹۸       | آری            | آری       | محمدرضا شجریان                                                                           | ایران گام                 | انتشار بعد از مرگ، این اثر برگرفته از مقامات موسیقی خراسانی است                                                                     |

### آثار چاپ‌شده
برخی از مهم‌ترین قطعات ساخته‌شده توسط استاد پرویز مشکاتیان از سوی علیرضا جواهری نت‌نویسی و به بازار موسیقی عرضه شده است.
| نام کتاب               | سال انتشار             | ناشر     | توضیحات                          |
| ---------------------- | ---------------------- | -------- | -------------------------------- |
| دستور سنتور            | چاپ اول، ۱۳۷۵          | آروین    | مولف پرویز مشکاتیان              |
| بیست قطعه برای سنتور   | چاپ اول، ۱۳۹۰          | چکاد هنر | گردآوری و آوانگاری علیرضا جواهری |
| مجموعه تصانیف جلد ۱    | چاپ اول، ۱۳۸۳          | چکاد هنر | گردآوری و آوانگاری علیرضا جواهری |
| گل آئین                | چاپ چهارم، زمستان ۱۳۹۲ | چکاد هنر | گردآوری و آوانگاری علیرضا جواهری |
| سل آئین                | چاپ اول، ۱۳۹۲          | چکاد هنر | گردآوری و آوانگاری علیرضا جواهری |
| مجموعه تصانیف جلد ۲    | چاپ اول، ۱۳۹۱          | چکاد هنر | گردآوری و آوانگاری علیرضا جواهری |
| گل آوا                 | چاپ سوم، زمستان ۱۳۹۴   | چکاد هنر | گردآوری و آوانگاری علیرضا جواهری |
| لاله بهار (پارتیتور)   | چاپ اول، ۱۳۸۱          | چکاد هنر | گردآوری و آوانگاری علیرضا جواهری |
| رزم مشترک (پارتیتور)   | چاپ دوم، ۱۳۹۵          | چکاد هنر | گردآوری و آوانگاری علیرضا جواهری |
| چکاد (پارتیتور)        | چاپ دوم، ۱۳۹۵          | چکاد هنر | گردآوری و آوانگاری علیرضا جواهری |
| مجموعه تصانیف جلد ۳    | چاپ دوم، زمستان ۱۳۹۰   | چکاد هنر | گردآوری و آوانگاری علیرضا جواهری |
| بیداد (پارتیتور)       | چاپ دوم، پاییز ۱۳۹۵    | چکاد هنر | گردآوری و آوانگاری علیرضا جواهری |
| بیداد (دو نوازی سنتور) | چاپ دوم، پاییز ۱۳۹۵    | چکاد هنر | گردآوری و آوانگاری علیرضا جواهری |
| واژه آزادی (پارتیتور)  | چاپ اول، زمستان ۱۳۹۴   | چکاد هنر | گردآوری و آوانگاری علیرضا جواهری |
| پیروزی (پارتیتور)      | چاپ اول، ۱۳۸۱          | چکاد هنر | گردآوری و آوانگاری علیرضا جوهری  |
| مجموعه تصانیف جلد ۴    | چاپ اول، زمستان ۱۳۹۴   | چکاد هنر | گردآوری و آوانگاری علیرضا جواهری |

## قدردانی و جوایز
1. مقام نخست در رشتهٔ سنتور و مقام ممتاز در ردیف‌نوازی در آزمون موسیقی باربد[۱][۵]
2. در مراسم جشن خانهٔ موسیقی ایران در ۲۳ مهر ۱۳۸۶، لوح تقدیر از یک عمر فعالیت هنری توسط محمدرضا شجریان به‌عنوان رئیس شورای عالی خانهٔ موسیقی به پرویز مشکاتیان داده شد.[۳۰]
3. کسب رتبهٔ نخست فستیوال جهانی موسیقی روح زمین در کشور انگلستان.[۳۱]
4. کسب رتبهٔ نخست فستیوال جهانی موسیقی صدای روح کشور ایتالیا (کاست لحظهٔ دیدار نزدیک است)